# Johan Anderblad
Lars Johan Anderblad, född 26 april 1959 i Strängnäs i Södermanland, är en svensk programledare i SVT, tidigare också i Sveriges Radio, TV-producent.  Vid sidan av TV tar han konferenciersuppdrag och håller föreläsningar som inspiratör inom meditation.
Anderblad var från 1990 programledare för barnprogrammet Bolibompa i Sveriges Television. Hans ständige kompis i barnprogrammet var "pipkaninen" Pipen. I samband med förändringar på Bolibompa 2014 slutade Anderblad som programledare där. Han har skrivt flera barnböcker och utsågs till Sveriges Läsambassadör av Statens kulturråd 2017.